# Defăimare
Defăimarea — de asemenea calomniere, ponegrire, sau bârfire — este, în sens general, acțiunea de a vorbi de rău pe cineva sau a vorbi rău despre ceva, prin care se duce atingere bunei reputații (faimei) de care se bucură.
În sens juridic, defăimarea este comunicarea unor afirmații care clamează, stabilesc sau implică în mod expres fapte care pot prejudicia imaginea unei persoane, firme, produs, grup, guvern sau națiune.
În cauzele care implică afirmații privind chestiuni de interes public, reclamantul trebuie să dovedească că afirmațiile sau faptele imputate, considerate defaimătoare, sunt false.
Codul penal românesc din anul 1936, în art. 510 și 511 arată ce este, ce înseamnă și ce se înțelege prin "defăimare": ... calomnia, pentru care legea nu permite probabilități.
Articolul 30 din Constituția României, la punctul (7), prevede că Sunt interzise de lege defăimarea țării și a națiunii, ...
Curtea Constituțională a României a declarat neconstituțional articolul I, punctul 56 din legea 278/2006 care amenda Codul Penal eliminând articolele referitoare la insultă, calomnie, proba verității și defăimarea țării sau a națiunii. Decizia Curții Constituționale determinând, prin efectele sale, suspendarea efectelor normei juridice declarate ca fiind neconstituționale, face ca de la data publicării sale în Monitorul Oficial să reintre în vigoare dispozițiile art. 205 și art. 206 din Codul penal, ceea ce echivalează cu incriminarea din nou a faptelor de insultă și de calomnie.
Acestă decizie a fost trecută pe linie moartă prin neintroducerea infracțiunilor respective în noul Cod Penal.
Republica Moldova se numără printre țările ce au înlăturat pedeapsa penală pentru calomnie, defăimare și insultă, în aliniere cu standardele europene, în 2005. Ulterior a fost modificat articolul 16 al Codului Civil cu privire la defăimare și au fost introduse o serie de criterii ce urmează a fi luate în considerare la stabilirea mărimii compensațiilor financiare pentru cauzarea daunelor morale.